# Miquel Martorell Pou
Miquel Martorell Pou (Lloseta, 24 de novembre de 1937) va ser un ciclista mallorquí que va competir en la pista i en ruta.
Va participar en l'Olimpíada de Roma en la modalitat de persecució per equips. Va guanyar dues medalles en els Jocs del Mediterrani de 1959 celebrats a Beirut, i es proclamà 2 cops campió d'Espanya en diferents modalitats.

## Palmarès
- 1958
  -  Campió d'Espanya per regions (amb Joan Vicens i Antoni Carreras)
  - 1r al Cinturó ciclista de Catalunya i vencedor de 2 etapes
- 1959
  -  Medalla d'or als Jocs del Mediterrani de Beirut en ruta per equips.
  -  Medalla de bronze als Jocs del Mediterrani de Beirut en ruta.
  -  Campió d'Espanya de persecució